# 赫姓
赫姓为中文姓氏之一，在《百家姓》中没有收入，分为满族姓氏与汉族姓氏两种。

## 渊源

### 汉族赫氏
出自南匈奴赫连氏，十六国时，南匈奴铁弗部勃勃建立夏国，称大夏天王，自称赫赫连天，以赫连为氏。其后人融入汉族，部分將姓氏简化为赫姓。

## 外部連結
[在维基数据编辑]
 《欽定古今圖書集成·明倫彙編·氏族典·赫姓部》，出自陈梦雷《古今圖書集成》